# Malchin

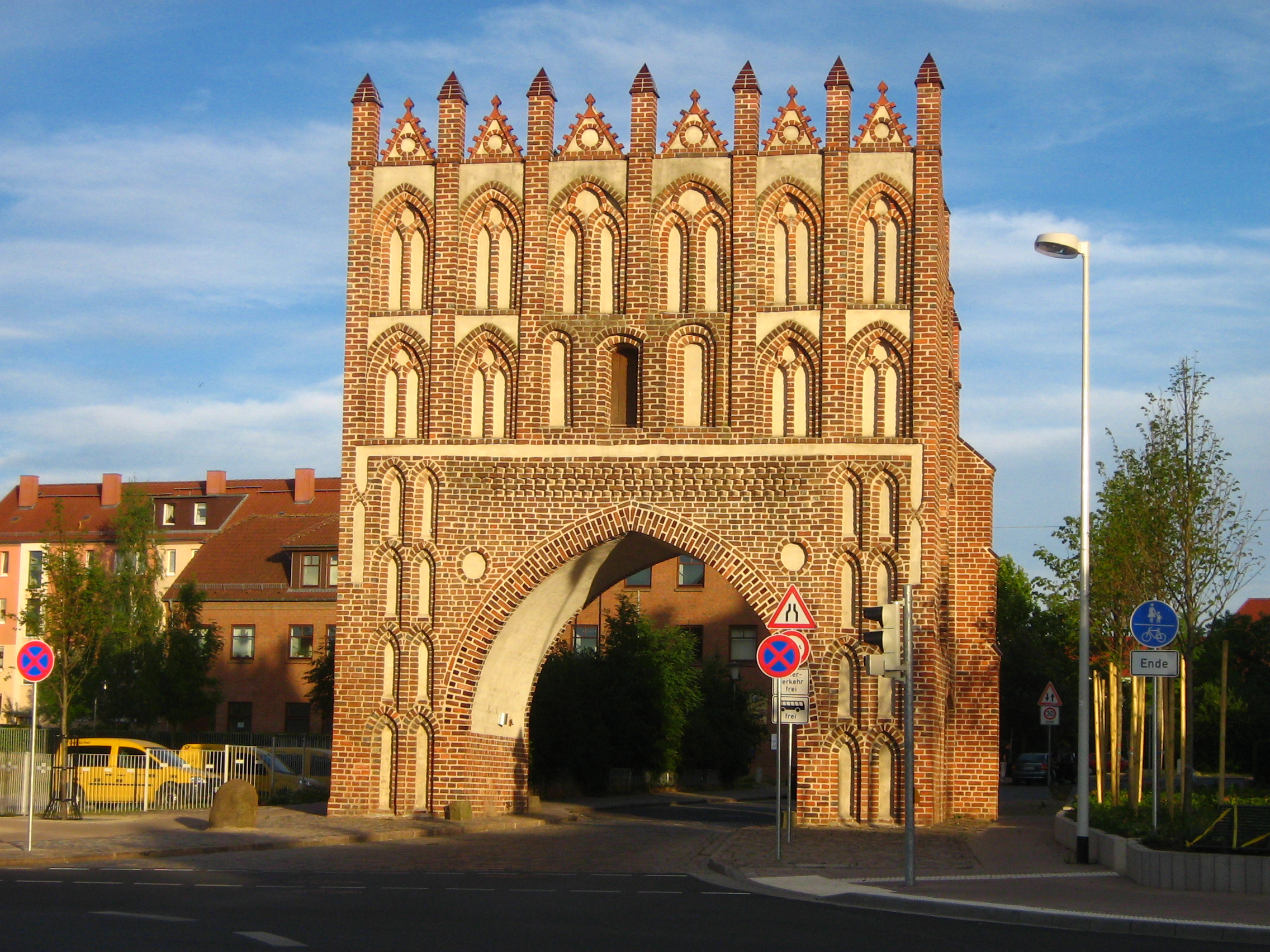
Malchin (2008)
Mecklenburg-Vorpommern

Malchin (phát âm tiếng Đức: [malˈçiːn]) là một đô thị thuộc huyện Mecklenburgische Seenplatte (trước thuộc Vorpommern-Greifswald (trước thuộc Demmin)), bang Mecklenburg-Western Pomerania, Đức. Đô thị Malchin có diện tích km², dân số thời điểm ngày 31 tháng 12 năm 2006 là 8464 người.